# Mikel Landa
Mikel Landa (n. 13 decembrie 1989, Murguía (Álava)⁠(d), Comunitatea Autonomă a Țării Basce, Spania) este un ciclist profesionist spaniol, care concurează în prezent pentru echipa Team Bahrain Victorious.

## Rezultate în Marile Tururi

### Turul Italiei
7 participări
- 2014: locul 34
- 2015: câștigător al etapelor a 15-a și a 16-a, locul 3
- 2016: nu a terminat competiția
- 2017: câștigător al etapei a 19-a, locul 17
- 2019: locul 4
- 2021: nu a terminat competiția
- 2022: locul 3

### Turul Franței
6 participări
- 2016: locul 35
- 2017: locul 4
- 2018: locul 7
- 2019: locul 6
- 2020: locul 4
- 2023:

### Turul Spaniei
6 participări
- 2012: locul 69
- 2013: locul 39
- 2014: locul 28
- 2015: câștigător al etapei a 11-a, locul 25
- 2021: nu a terminat competiția
- 2018: locul 15